# جورجیوس کوتسیومپاس
جورجیوس کوتسیومپاس (یونانی: Γεώργιος Κουτσιούμπας؛ زادهٔ ۱۸ مهٔ ۱۹۸۱) کشتی‌گیر اهل یونان است.